# デリシア (スーパーマーケット)

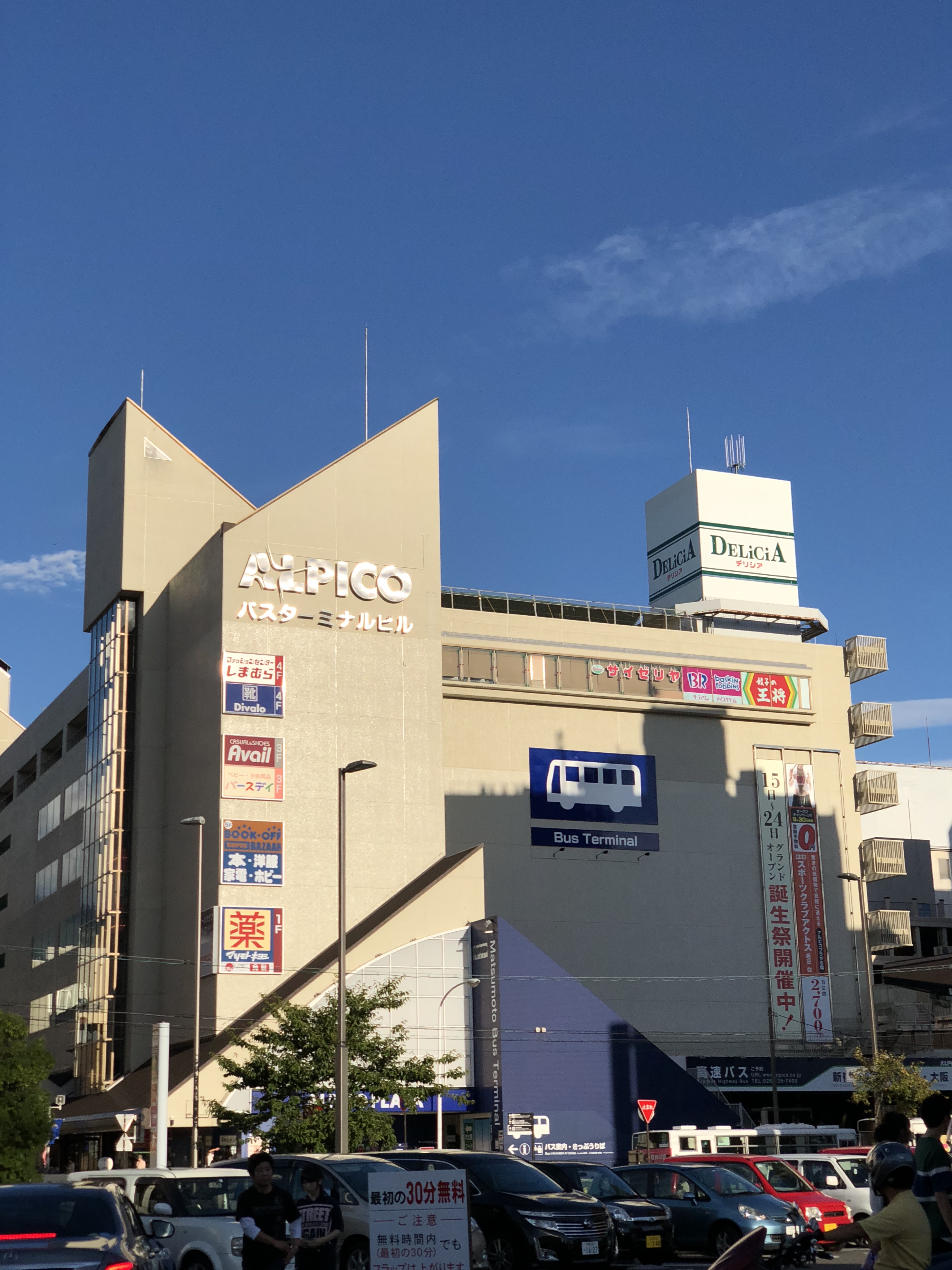
デリシア松本駅前店が入所するアルピコプラザ

株式会社デリシアは、長野県松本市今井に本社を置き、スーパーマーケット「デリシア」「ユー・パレット」をチェーン展開している企業である。神戸物産のフランチャイジーとして業務スーパーの展開、モスバーガー、タリーズコーヒーのフランチャイジーとして外食事業も行っている他完全子会社としてドラッグストアー、調剤薬局の運営をしている。
アルピコ交通が属するアルピコグループの中核企業の一つ。

## 概要
キャッチフレーズは「地域に密着した食品スーパー」。長野県内のみに店を構え、店舗数は62店。長野県内のローカルチェーンスーパーではかつて3位であったが、2016年4月1日付でマツヤを合併し、社名を「デリシア」に変更し61店舗となり長野県内での出店数は他を引き離している。かつては新潟県にも店舗を展開していた。中信地方のスーパーマーケットの半分以上はアップルランド（松電ストア）であったため、中信地方では「スーパー=アップルランド」という構図ができており、特に松本市ではこれが顕著だった。しかし他店の進出が相次ぎ、また一部店舗を閉鎖したため、この構図も崩れつつある。また北信地方、東信地方、南信地方では出店はしているが、競合店も多く、このような構図は見られない。2007年12月、私的整理に関するガイドラインを申し出た。不採算店舗7店を閉鎖する一方、既存店舗の改装、営業時間の延長等で収益力を強化し、アルピコグループ再建の一翼を担う。
前身にあたる松電ストア→アップルランド、マツヤともにセブン&アイ・ホールディングス・イトーヨーカ堂と関係があり、2023年現在全店でセブン&アイ・ホールディングスのnanacoが利用できたり、一部の店舗にはセブン銀行のATMが設置されている他、後者は1970年代から80年代にかけて業務提携により「ヨークマツヤ」を名乗っており、前者に関しても中信地方・南信地方で共同出店を行い、食品売り場の運営を担当していた。また、前者は長崎屋・SSV（西友）とも共同出店をおこなっていた。
東急ストアなどとプライベートブランド商品の開発・共同仕入れを行う八社会を設立したが、その後脱退。現在はオール日本スーパーマーケット協会の会員である。
多くの店舗では取引先である八十二銀行のATMが設置されているが、一部店舗では前述の通りセブン銀行のATMが設置されている。また、ポイントカード「ピコカ+」は当社以外にも長野県内の中小企業が加盟しており、それらの店舗でも使える。
長野市に総菜売り場を強化したデリシアミールズ出店を予定している。

## 沿革
- 1967年（昭和42年） - 長野県松本市に「松電ストアー」1号店オープン。
- 1968年（昭和43年） - 松電商事株式会社として設立される。
- 1978年（昭和53年） - イトーヨーカドー松本店内に松電ストアバスターミナル店開店。
- 1984年（昭和59年） - イトーヨーカドー岡谷店内に松電ストア岡谷駅前店開店。
- 1987年（昭和62年） - 株式会社八社会を設立。同時にニチリウグループを離脱。
- 1992年（平成4年） - 店名を「松電ストア」から「アップルランド」に変更。
- 1993年（平成5年） - イトーヨーカドー塩尻店内にアップルランド塩尻店開店。
- 1998年（平成10年） - イトーヨーカドー南松本店内にアップルランド南松本店開店。
- 2000年（平成12年） - 株式会社アップルランドに社名変更。
- 2007年（平成19年）12月25日 - 私的整理に関するガイドラインを申し出る。
- 2008年（平成20年）7月1日 - アルピコホールディングス株式会社の100%子会社となる。
- 2009年（平成21年）1月1日 - 広丘ショッピングタウン株式会社（GAZA）を吸収合併。
- 2012年（平成24年）10月 - デリシアネット便を開設する。
- 2013年（平成25年）
  - 4月 - オリジナルブランド「信州育ち」販売開始。
  - 7月 - デリシア電話スーパーのサービスを開始。
- 2016年（平成28年）
  - 4月1日 - アルピコホールディングス傘下のマツヤと合併し、社名をデリシアに変更[2]。同時に八社会を脱退しオール日本スーパーマーケット協会へ入会。電子マネーnanacoの利用開始。マツヤカード、ベリーカードの利用を停止しピコカへ移行。
  - 7月21日 - 区画整理に伴い改築工事を行っていた旧・マツヤ七瀬店がデリシア七瀬店としてオープン
  - 9月1日 - マツヤ須坂西店がデリシア須坂西店としてオープン。マツヤ店舗からデリシア店舗への既存店業態転換の1号店。
  - 9月11日 - アップルランド南松本店閉店。これによりイトーヨーカドーとの共同出店店舗が消滅。
- 2017年（平成29年）
  - 4月27日 - デリシア軽井沢店オープン。
- 2018年（平成30年）
  - 2月25日 - アルピコプラザ地下1階（旧IY直営）にデリシア松本駅前店が開店。
  - 2月26日 - マツヤ稲葉店がこの日の営業をもって改装閉店。マツヤの屋号が消滅。
  - 3月26日 - アップルランド寿豊丘店がこの日の営業をもって改装閉店。アップルランドの屋号が消滅。
- 2019年（令和元年）
  - 9月2日 - とくし丸を松本駅前店に配置し運行開始。
  - 10月13日 - 前日の10月12日に上陸した台風19号の影響により千曲川の一部が決壊、氾濫しデリシア中込店、飯山店、豊野店、ユーパレットみゆき野店、赤沼店が浸水。特に豊野店、みゆき野店、赤沼店の三店舗は水没。
- 2020年（令和2年）
  - 2月6日 - デリシア広丘店にてとくし丸3号車運行開始。
  - 3月20日 - 台風19号にて被災したデリシア豊野店が半年ぶりに通常営業再開。
  - 4月1日 - デリシア東部店がデリシア東御店に店名変更。
  - 4月9日 - デリシア七瀬店にてとくし丸4号車運行開始。
  - 4月30日 - ユーパレットみゆき野店が業務スーパーみゆき野店としてリニューアルオープン。
  - 5月14日 - デリシア小諸インター店にてとくし丸5号車運行開始。
  - 6月4日 - デリシア穂高店にてとくし丸6号車の運行開始。
  - 6月24日 - デリシア、ユーパレット全60店舗でQRコード決済（楽天ペイ、PayPay、LINE Pay、メルペイ、au　PAY、微信支付、支付宝）7ブランドを導入。
  - 7月17日 - デリシア桐店にてとくし丸7号車の運行開始。
  - 7月28日 - デリシア豊野店にてとくし丸8号車の運行開始。
  - 10月12日　- デリシアネットショッピング（ECサイト）開設
- 2021年（令和3年）
  - 5月2日 - タリーズ上田駅店グランドオープン
  - 5月17日　- デリシアネットショッピング（ECサイト）内に農産物販売のファームデリシア開設
  - 12月31日 - ユーパレットあづみ野店閉店。
- 2022年（令和4年）
  - 2月26日 - デリシアあかしな店開店。
  - 3月27日 - デリシア上松店閉店。
  - 4月1日 - 安曇野市のドラッグストア、調剤薬局運営のマックドラッグを子会社化
  - 6月1日 - ピコカがピコカ+へリニューアルし、VISAプリペイド機能が廃止された新カードへ移行。
- 2023年（令和5年）
  - 4月28日 - デリシアうえまつ店開店。
  - 6月8日 - 2019年の台風より閉店していたユーパレット赤沼店が業務スーパー赤沼店として営業再開。
  - 8月4日 - スーパーマーケット企業が運営する店舗としては長野県内初の無人決済店舗がエネオス蓼科SS内に開店。

## 店舗一覧
出店店舗の詳細情報は公式サイト「https -//www.delicia-web.co.jp/shop_gmap/?20200506」参照。

### デリシア
- 長野県北信地方：全17店舗
  - 飯山市 - 飯山店
  - 中野市 - 中野店

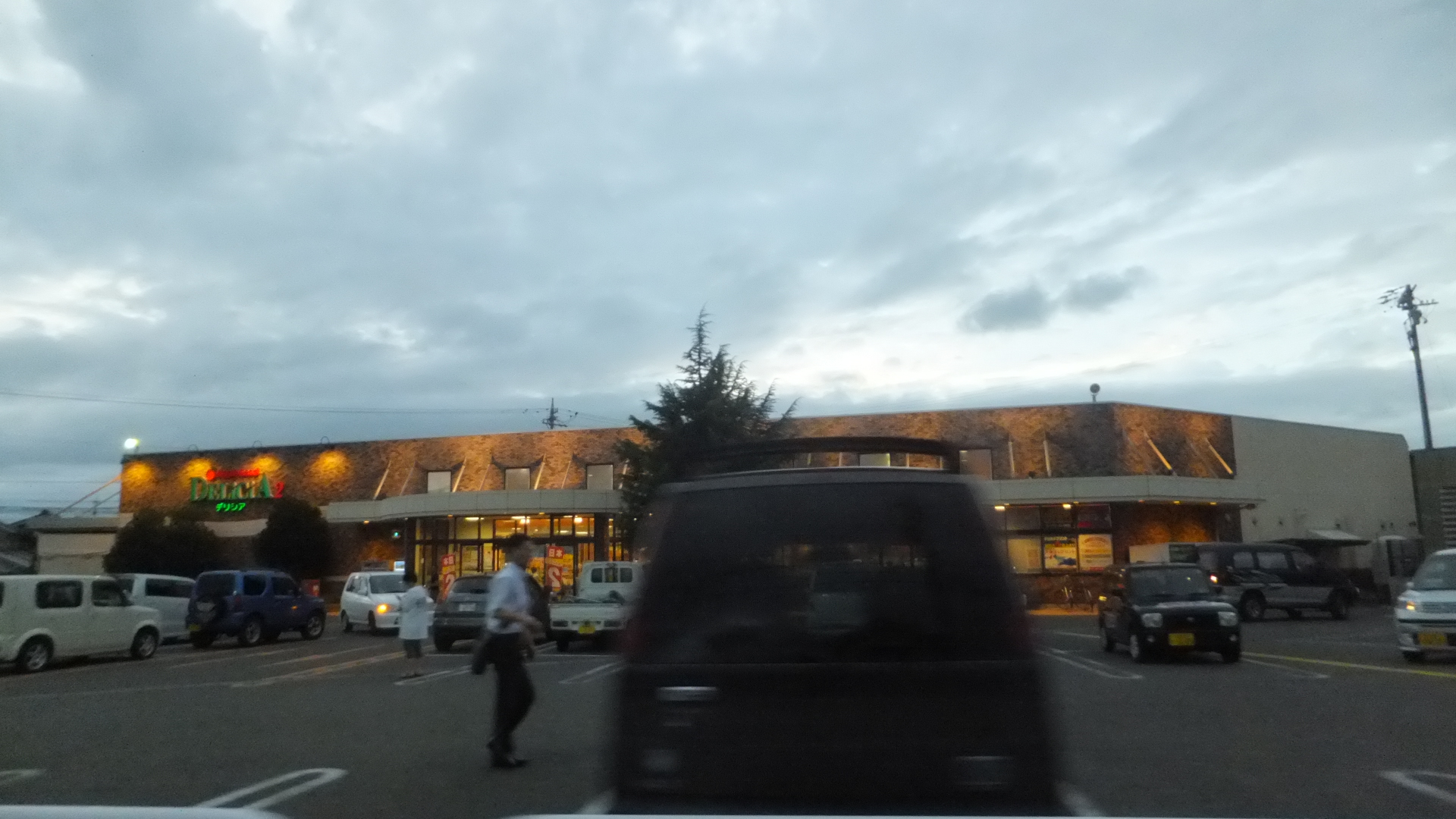
惣社店（松本市）

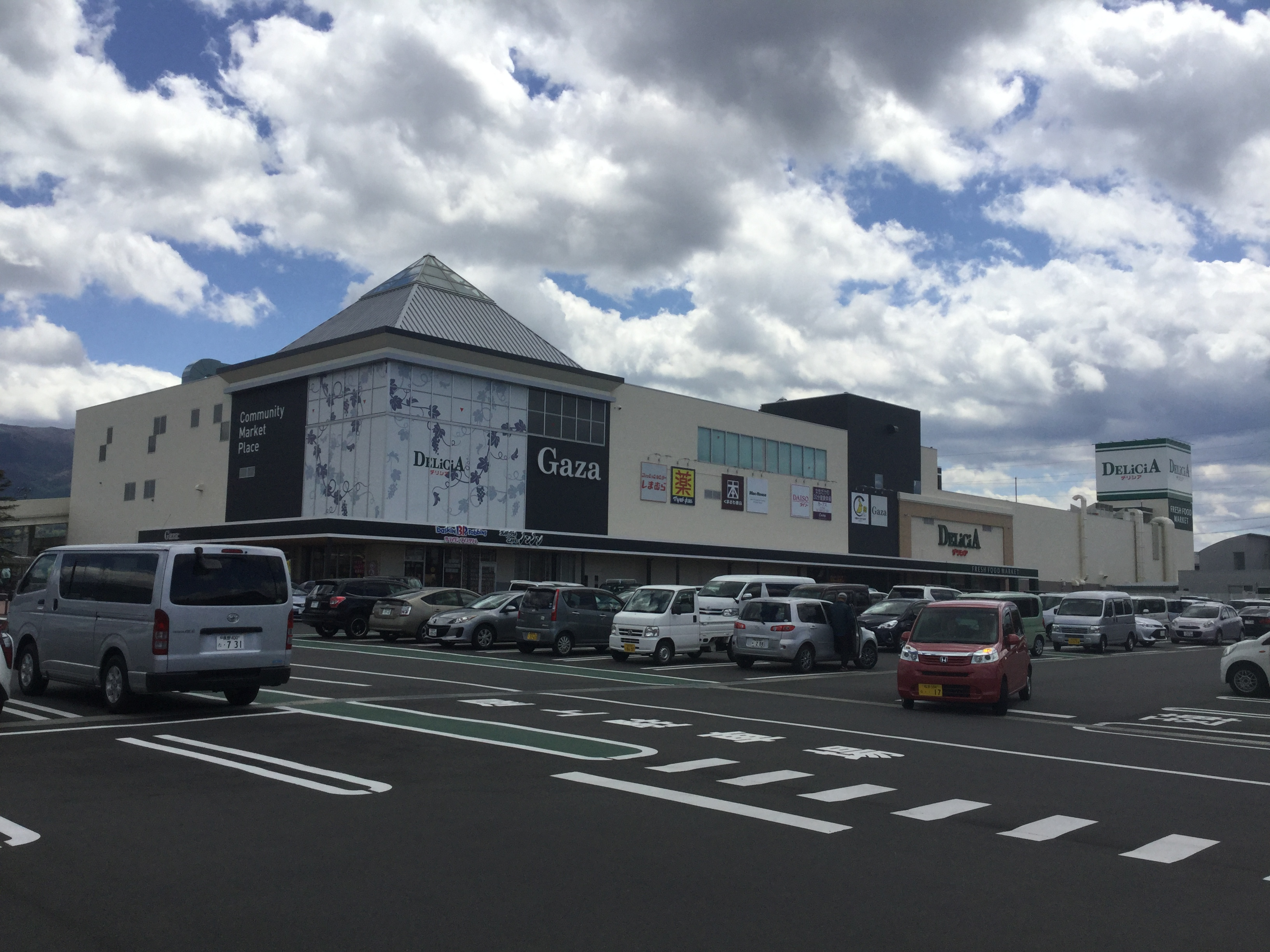
広丘店（塩尻市、コミュニティマーケットプレイス・ギャザ内）

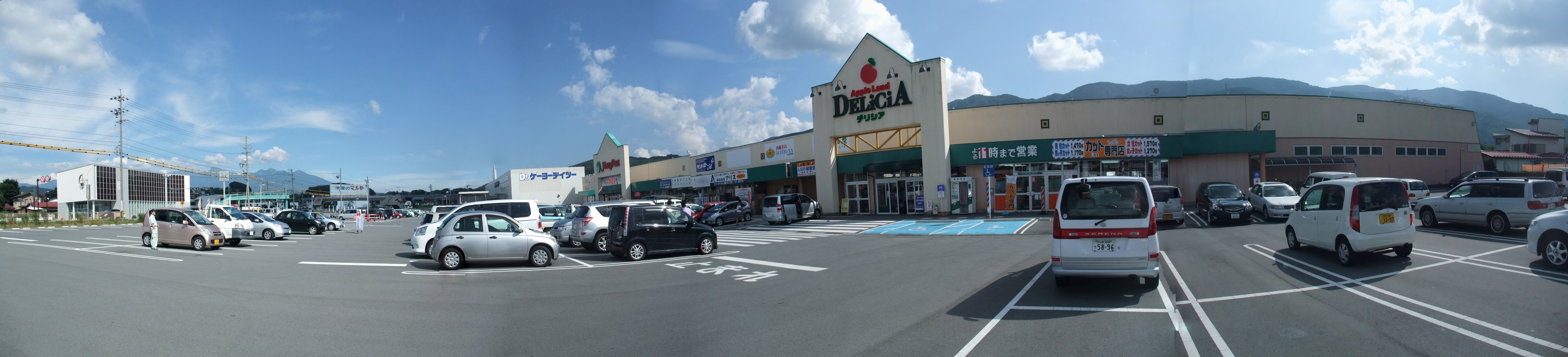
宮川店（茅野市・改装前）

  - 長野市 - 安茂里店（デリシアガーデン安茂里内）・篠ノ井店・篠ノ井東店・豊野店（デリシアガーデン豊野内）・七瀬店・吉田店・若槻店・三輪店・更北店・大豆島店・うえまつ店・若里店
  - 須坂市 - 須坂井上店・須坂西店
- 長野県東信地方：全7店舗
  - 上田市 - 丸子店・上丸子店・上田川西店
  - 東御市 - 東御店
  - 小諸市 - 小諸インター店
  - 佐久市 - 中込店（デリシアガーデン中込内）
  - 軽井沢町 - 軽井沢店
- 長野県中信地方：全22店舗
  - 白馬村 - 白馬店
  - 大町市 - 大町店
  - 安曇野市 - 豊科店・穂高店・FCはちが店・あかしな店
  - 松本市 - 惣社店・寿店・石芝店・波田駅前店・梓川店・桐店・庄内店・元町店・神林店 ・宮渕店・松本駅前店・寿豊丘店
  - 塩尻市 - 広丘店・塩尻店・塩尻東店・吉田原店
- 長野県南信地方：全6店舗
  - 岡谷市 - 岡谷店
  - 諏訪市 - 諏訪豊田店
  - 茅野市 - 宮川店・蓼科SS店（無人店舗）
  - 辰野町 - 辰野店
  - 南箕輪村 - 伊那インター店
  - 駒ヶ根市 - 駒ヶ根店

### ユー・パレット
- 長野県北信地方：全2店舗
  - 長野市 - 長野北店
  - 中野市 - 中野西店
- 長野県東信地方：全4店舗
  - 上田市 - サンライン上田店
  - 小諸市 - 小諸店
  - 佐久市 - 臼田店
  - 佐久穂町 - 南佐久店
- 長野県中信地方：全1店舗
  - 松本市 - 松本店

### 業務スーパー
- 長野県北信地方：全2店舗
  - 飯山市 - みゆき野店
  - 長野市 - 赤沼店（アップルラインガーデン内）

### モスバーガー
- 長野県中信地方：全4店舗
  - 松本市 - 松本横田店・松本平田店・松本庄内店
  - 安曇野市 - あづみ野穂高店

### タリーズコーヒー
- 長野県中信地方：全1店舗
  - 松本市 - 信州大学病院店
- 長野県東信地方：全2店舗
  - 上田市 - 上田駅店
  - 軽井沢町 - 軽井沢・プリンスショッピングプラザ店

## 閉店した店舗（過去に存在した店舗）
株式会社アップルランド、株式会社マツヤそれぞれに存在した店舗も含む。なお、以下の業態転換は含まない（例：アップルランド→デリシア、デリシア2→デリシア、マツヤ→デリシア、マツヤ→ユーパレット）
※は店舗解体済み

### デリシア
- 長野県北信地方
  - 長野市
    - 稲葉店 - 2019/2/24閉店。現・アルプスピアホーム長野ショールーム。
    - 上松店※ - 2022/3/27閉店。同地で建て替え、2023/4/28うえまつ店として再開業。
- 長野県中信地方
  - 大町市
    - 大町駅前店 - 2016/4/06閉店。近隣のSCフレスポへ移転し、2016/4/21大町店として再開業。

  - 安曇野市
    - 明科店※ - 2021/3/28閉店。近隣に移転し、2022/2/25あかしな店として再開業。

### アップルランド
- 新潟県中越地方
  - 長岡市
    - 長岡店※

- 長野県北信地方
  - 長野市
    - 五明店 - 2016/2/28閉店。現・デリシア研修センター。
    - 長野駅前店 - 長崎屋との共同出店。現・again。
    - 芹田店
    - 青木島店※ - 現・メディアメガリサイクル館丹波島店。

  - 小布施町
    - 小布施店※ - 2009/11/27閉店。

  - 須坂市
    - 須坂日滝店※ - 2014/2/23閉店。現・ウエルシア須坂日滝店。

- 長野県東信地方
  - 上田市
    - 塩田店 - 現・アメリカンドラッグ塩田店。

  - 佐久市
    - 臼田店 - 現・ケーヨーデイツー臼田店B館。

- 長野県中信地方
  - 大町市
    - 大町店 - 2011/2/20閉店。現・アメリカンドラッグ大町店。
    - 常盤店 - 現・直売所地場の郷。

  - 池田町
    - 池田店※ - 2013/2/24閉店。

  - 松川村
    - プレコ松川店 - 現・あづみの市場パラオ。

  - 安曇野市
    - 穂高西店 - 2012/2/26閉店。現・カワチ薬品穂高店。
    - アミー穂高店※ ユーパレットあずみ野店となった後閉店。後の穂高ショッピングパーク。

  - 松本市
    - 島内店※ - 2008/8/28閉店。
    - 筑摩店※ - 2009/8/2閉店。
    - エスパ松本店 - 前IY直営店。現・デリシア松本駅前店。
    - 村井店※ - 現・ファミリーマート松本村井店。
    - 本庄店※
    - 沢村店※
    - 埋橋店※
    - 上浅間店※
    - 開智店※
    - 征矢野店 - 現・ファミリーマート松本征矢野店。
    - サザン並柳店 - 現・サザンこうせんホール。
    - 南松本店 - 現・イトーヨーカ堂直営店。

  - 山形村
    - 山形店 - 2015/2/22閉店。現・農家の店 大地 松本山形店。

- 長野県南信地方
  - 茅野市
    - 茅野塚原店※ - 2008/9/21閉店。
    - 茅野ベルビア店

  - 諏訪市
    - 上諏訪店※ - 2008/8/28閉店。現・セブンイレブン諏訪二丁目店。
    - 諏訪赤沼店 - 現・快活CLUB諏訪赤沼店。

  - 岡谷市
    - 岡谷長地店 21号店※ - 2008/8/21閉店。
    - 岡谷駅前店 - イトーヨーカドー岡谷店と共同出店。

  - 箕輪町
    - 箕輪店

  - 伊那市
    - 伊那北店 43号店 - 現・業務スーパー伊那店。
    - おおきた店（FC店舗）

  - 駒ヶ根市
    - 駒ヶ根店※ - 現・セブンイレブン駒ヶ根中央店。

### プライス・ワン
株式会社アップルランドのディスカウント業態（アップルランドとしての営業実績がある店舗も含む）
- 松本市
  - 島内店
- 茅野市
  - 茅野塚間店
- 諏訪市
  - 上諏訪店

### マツヤ
- 長野市
  - 松代店※
  - 南川中島店
  - 安茂里店※
  - 長池店※ - 綿半ホームエイド長池店（現・綿半スーパーセンター長池店）との共同出店。
- 山ノ内町
  - 山ノ内店※
- 千曲市
  - 戸倉店※ - 現・クスリのアオキ戸倉店。
- 上田市
  - 上田インター店 - 現・セキチュー上田菅平インター店。
  - 上田中之条店 - 現・ダイレックス中之条店。

### ユーパレット
- 長野市
  - 長野南店※
- 安曇野市

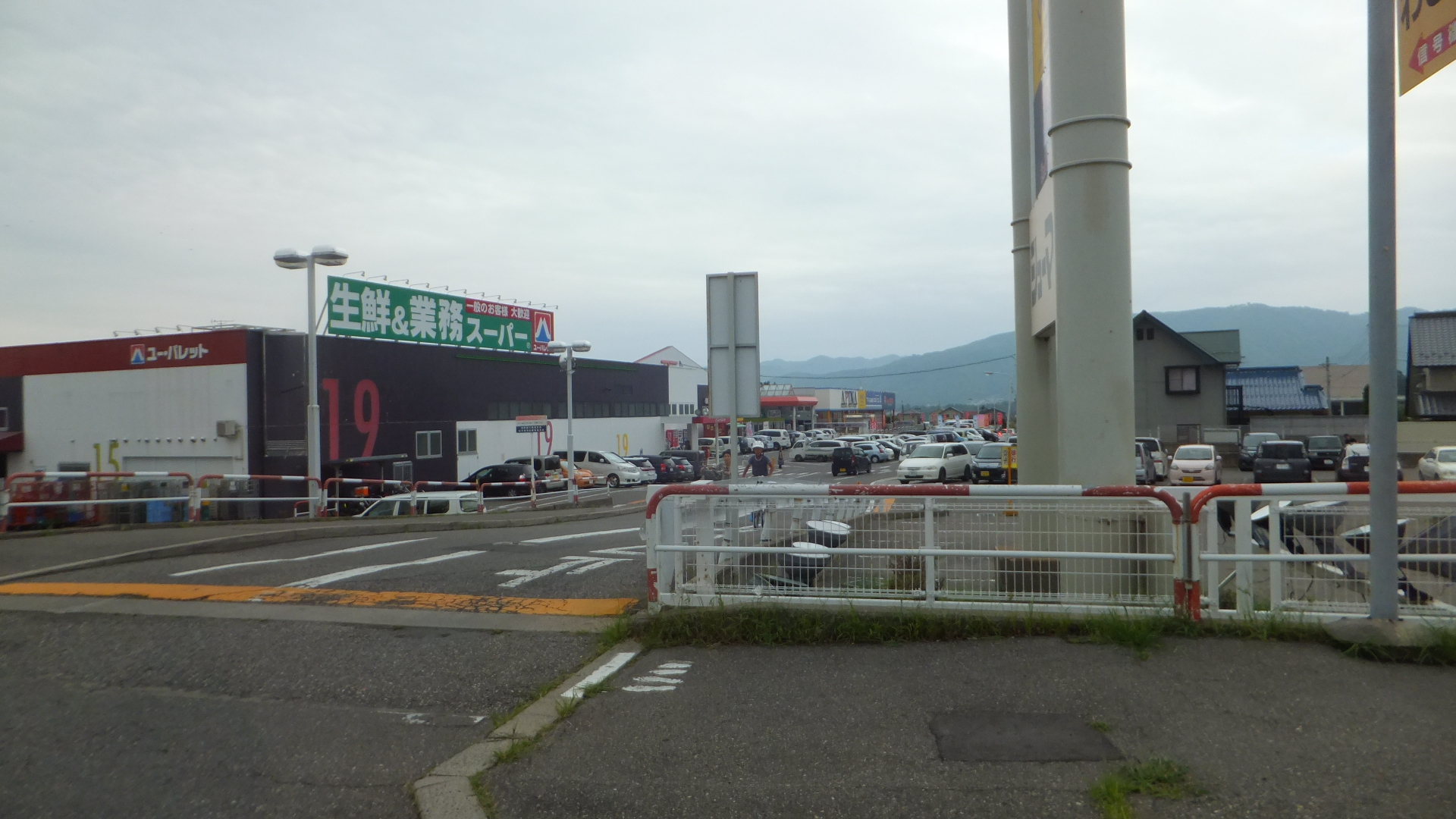
あづみ野店（安曇野市）・改装前

  - あづみ野店※ - 2021年12月31日閉店。穂高ショッピングセンター・アミー内。後の穂高ショッピングパーク。
- 茅野市
  - 茅野店 - 現・ドン・キホーテ茅野店。

## プライベートブランド
プライベートブランド開発においては、県内競合のツルヤに大きく遅れを取る形になったものの、平成25年から長野県産にこだわった「信州育ち」（農産、水産物等）の開発を始め、現在ではジャムやジュースといった加工品の「信州生まれ」と合わせ、デリシア店舗に限り販売している。また、加盟するオール日本スーパーマーケット協会のPB「くらし良好」の販売も行っている（こちらは全店舗での取り扱い）。

## とくし丸
2019年（令和元年）9月より株式会社とくし丸と提携し、下記長野県内店舗で移動スーパーとくし丸を展開している。2021年（令和3年）5月現在稼働台数は15台。
- デリシア松本駅前店（2台）
- デリシア桐店
- デリシア広丘店
- デリシア穂高店
- デリシア七瀬店
- デリシア小諸インター店（2台）
- デリシア豊野店
- デリシア上田川西店（2台）
- デリシア安茂里店
- デリシア須坂西店
- デリシア若槻店
- デリシア塩尻東店